# سونيتا سينغ
سونيتا سينغ (22 فبراير 1974 في الهند - ) هي لاعبة كريكت هندية.

## وصلات خارجية
- سونيتا سينغ على موقع إي آس بي آن كريك إنفو (الإنجليزية)